# ASMP-Lenkwaffe
Die ASMP-Lenkwaffe (Air-Sol Moyenne Portée, dt.: Luft-Boden-(Rakete) mittlerer Reichweite) ist eine französische Mittelstrecken-Luft-Boden-Lenkwaffe mit einem Nukleargefechtskopf. Sie gehört zur Bewaffnung der französischen Atomstreitmacht.

## Entwicklung
Die Entwicklung der ASMP erfolgte in den 1970er-Jahren auf Grund einer Forderung der französischen Atomstreitmacht. Aufgrund der zunehmenden Verbreitung von wirkungsvoller Flugabwehr, welche zum Objektschutz eingesetzt wurde, wollte man in Frankreich eine nukleare Abstandwaffe entwickeln, die außerhalb des Wirkungsbereiches der Flugabwehr gestartet werden konnte. Mit dem neuen Flugkörper sollten die nuklearen Freifallbomben AN-11 und AN-22 ersetzt werden. Die Entwicklung der ASMP wurde dem Unternehmen Aérospatiale (heute MBDA) zugesprochen und begann 1976. Der Erste Teststart einer ASMP erfolgte im Juni 1983. Eingeführt wurde die Lenkwaffe 1986. Bis zum Jahr 1995 wurden 150 ASMP an die Französischen Luftstreitkräfte ausgeliefert.

## Technik
Infolge der hohen Fluggeschwindigkeit wurde die ASMP als Lifting Body ohne Tragflächen entwickelt. Die Steuerung und Stabilisierung erfolgt über vier kleine trapezförmige Steuerflächen am Heck. Die Oberfläche des stromlinienförmigen Rumpfes der ASMP besteht aus einer hitzebeständigen Titan-Legierung. Auf der Rumpfseite befinden sich zwei Lufteinlässe für das Staustrahltriebwerk. Die Lenkung der ASMP erfolgt mit dem digitalen E65-Navigationssystem und einer Trägheitsnavigationsplattform von SAGEM. Vor dem Start können im Lenkwaffen-Navigationssystem verschiedene Navigations-Wegpunkte programmiert werden, so dass die Lenkwaffe eine vorbestimmte Flugstrecke fliegen kann. Die Zielkoordinaten werden in der Regel am Boden vor dem Flugzeugstart in das Navigationssystem der Lenkwaffe eingegeben. Es ist aber auch möglich, neue Zielkoordinaten während des Fluges an Bord des Flugzeuges einzugeben. Die ASMP verfügt über drei verschiedene einprogrammierte Flugprofile:
- Bas-Bas: Die Lenkwaffe fliegt im Konturenflug. Ein Radar-Altimeter sorgt für den nötigen Sicherheitsabstand zwischen der Lenkwaffe und dem Terrain.[1]
- Haut-Bas: Der Marschflug erfolgt in Höhe von rund 20.000 m. Der Zielanflug erfolgt in einem steilen Sturzflug.[1]
- Vol combiné: Einem anfänglichen Marschflug in großer Höhe folgt der abschließende Zielangriff im Tiefflug.[1]

Die ASMP kann sowohl aus dem Tiefflug wie auch aus großer Flughöhe sowie in einem Geschwindigkeitsbereich von Mach 0,6–0,9 gestartet werden. Nach dem Abwurf folgt eine kurze antriebslose Phase. Erst in sicherem Abstand zum Flugzeug zündet der Feststoffbooster. Dieser beschleunigt die ASMP innerhalb von 5 Sekunden von Mach 0,6 auf rund Mach 2,0. Dann ist genügend Staudruck vorhanden um das SNPE Alain-Staustrahltriebwerk zu starten. Dieses beschleunigt die Lenkwaffe weiter auf die Marschflug-Geschwindigkeit von rund Mach 2,8. Zuerst war die ASMP mit einem TN-80-Nuklearsprengkopf bestückt. Ab 1988 wurde dieser durch den TN-81 ersetzt. Der TN-80-Sprengkopf wiegt 200 kg und der TN-81 hat ein Gewicht von 180 kg. Beide Nuklearsprengköpfe besitzen eine selektierbare Sprengleistung von 100–300 kT. Die Zündung erfolgt mit einem Näherungszünder über dem Ziel (Airburst). Anfänglich wurde mit der ASMP eine Streukreisradius (CEP) von rund 300–400 m erzielt. Dieser konnte bei den späteren Ausführungen auf rund 200 m verringert werden.

## Varianten
- ASMP: Standardversion ab 1986. Ausgerüstet mit TN-80/81-Nuklearsprengkopf. Reichweite 250 km, Geschwindigkeit Mach 2,8, Streukreisradius (CEP) unter 200 m, eingeführt 1986.
- ASMP-A: Neue Version (Air-Sol Moyenne Portée-Amélioré) ab 2009. Ausgerüstet mit neuem Staustrahlmarschtriebwerk, neuer Avionik, GPS, bidirektionalem Datenlink und TNA (Tête nucléaire aéroportée)-Nuklearsprengkopf mit 100–300 kT. Geschwindigkeit Mach 3,0, Reichweite ~500 km, Streukreisradius (CEP) unter 30 m.
- Die angedachten konventionellen Ausführungen ASLP, ASMP-C und ASMP-P wurden nicht entwickelt.
- Die Variante ASMP-R (Renouvelé) wurde ab 2014 entwickelt. Der erste Teststart erfolgte am 9. Dezember 2020. Der erste Teststart im Rahmen einer Einsatzübung erfolgte am 22. Mai 2024 ab einer Dassault Rafale (Rafale-B). Die Lenkwaffe trug dabei keinen Sprengkopf. Die Nuklearteilstreitkräfte sollen 54 ASMP-R erhalten. Die Variante ASMP-R unterscheidet sich von ihrem Vorgänger durch eine erhebliche Reichweitensteigerung >500 km, die Fähigkeit, größere Anteile der Flugstrecke im Überschallbereich zurück legen zu können sowie über die Anpassung der Flugmanöverfähigkeiten im Zielanflug, um moderner Flugabwehr erfolgreich ausweichen zu können. Sie ist in der Lage, einen 300-kT TNA-Nuklearsprengkopf ins Ziel zu transportieren.

## Trägerflugzeuge
- Dassault Mirage IVP (ausgemustert)
- Dassault Mirage 2000
- Dassault Super Étendard (ausgemustert)
- Dassault Rafale